# 博氏異鰓鯰
博氏異鰓鯰，為輻鰭魚綱鯰形目塘虱魚科的其中一種，分布於非洲辛巴威Moero湖、 Lukonzolwa河與剛果河上游等流域，體長可達64公分，棲息在底層水域。

## 扩展阅读
維基物種上的相關：博氏異鰓鯰